# Egyházasdengeleg
Egyházasdengeleg è un comune dell'Ungheria di 510 abitanti (dati 2001). È situato nella contea di Nógrád.